# 김건희
김건희(金建希, 1972년 9월 2일~)는 대한민국의 제20대 대통령 배우자, 기업인이다. 대한민국 제20대 대통령 윤석열의 아내이며 2009년부터 코바나컨텐츠의 대표이사와 회장을 역임하고 있다.

## 생애
1972년 9월 2일, 경기도 양평군에서 양평군청 공무원이자 동산건설 대표였던 김광섭과 경주 최씨 최은순 사이의 2남 2녀 중 차녀로 태어났으며, 개명 전 이름은 김명신(金命新)이다. 본관은 선산(善山)이다. 이후 서울특별시 송파구 신천동에서 살며 잠동초등학교, 잠실중학교를 졸업했고, 강동구 명일동에 살며 명일여자고등학교를 졸업했고, 경기대학교에서 회화학 학사, 숙명여자대학교에서 미술교육학 석사를 취득했다.
2007년, 김건희는 코바나컨텐츠를 창업하여 대표이사로 활동했다. 이후 2008년, 국민대학교에서 디지털미디어디자인학 박사를 취득하고, 2012년, 서울대학교에서 경영전문석사(EMBA)를 취득했다.
2012년 3월 11일, 윤기중 연세대학교 명예교수의 아들 윤석열 당시 대검찰청 중수1과장 검사와 결혼했다.
2022년, 제20대 대통령 총선에서 16,394,815표(득표율 48.56%)로 윤석열이 제20대 대통령으로 취임하며, 대통령 배우자가 되었다.

## 학력
- 1984년 잠동국민학교 졸업[1]
- 1987년 잠실중학교 졸업
- 1990년 명일여자고등학교 졸업
- 1996년 경기대학교 회화학 학사
- 1999년 숙명여자대학교 교육대학원 미술교육학 석사 (2025년 6월 24일에 논문 표절 사실이 확인됨에 따라 학위가 박탈됨)
- 2008년 국민대학교 테크노디자인전문대학원 디지털미디어디자인학 박사
- 2012년 서울대학교 경영전문대학원 경영전문석사(EMBA)

## 경력
- 2022년~2025년 제20대 대통령 배우자

## 서훈
- 2023년 폴란드 대십자가 공로훈장[11]

## 가족
- 아버지 김광섭, 어머니 최은순
  - 배우자 윤석열
    - 언니 김지영
    - 오빠 김진우
    - 동생 김진한

## 논란
윤석열 대통령 배우자 김건희는 도이치모터스 주가조작 사건 연루 및 삼부토건 주가조작 연루 의혹, 코바나컨텐츠 협찬이 뇌물성이라는 의혹, 명품가방 수수, 인사개입, 해병대 채상병 사망 사건 및 세관마약 사건 구명 로비, 제22대 국회의원 선거 개입 의혹 등 다양한 논란을 사고 있어 제21대 국회부터 특검법이 발의되었다. 윤석열 대통령은 이 특검법안에 계속 거부권을 행사하였다.